# CTTNBP2NL
CTTNBP2NL‏ (CTTNBP2 N-terminal like) هوَ بروتين يُشَفر بواسطة جين CTTNBP2NL في الإنسان.